# Jan Schatorjé
Jan Schatorjé (Horst, 18 april 1929 – Horst, 3 augustus 2009) was een Nederlands profvoetballer die onder meer voor VVV en Vitesse speelde.

## Carrière
Schatorjé begon zijn voetbalcarrière als jeugdspeler bij de plaatselijke RKSV Wittenhorst waar hij op 16-jarige leeftijd zijn debuut in het eerste elftal maakte. Na enkele seizoenen voor Wittenhorst gespeeld te hebben en drie keer kampioen te zijn geworden verkaste de vlugge buitenspeler in 1952 naar VVV. Na het contracteren van Faas Wilkes in 1956 was er geen plaats meer voor hem bij de Venlose club die hem voor 8.000 gulden verkocht aan Vitesse. Daar werd hij direct in zijn eerste seizoen clubtopscorer met 16 goals.
Na Wilkes' vertrek twee jaar later haalde VVV hem weer terug voor een bedrag van 10.000 gulden. De linkeraanvaller die befaamd was vanwege zijn harde schot, vaak uit een 'onmogelijke' hoek, maakte deel uit van het VVV-elftal dat in 1959 de KNVB Bekerfinale veroverde dankzij een 4-1 overwinning op ADO. Schatorjé scoorde in die wedstrijd het vierde doelpunt.
Na zijn actieve loopbaan startte Schatorjé in 1963 een trainersloopbaan. Met Wittenhorst vierde hij in 1966 het kampioenschap van de Derde klasse. Ook was hij nog werkzaam bij Sparta '18, RESIA '42, RKVV Meterik, Excelsior '18, VCH, MVC '19, SV Grashoek, RKSV Melderslo en SV Meerlo. In 2003 werd hij gekozen tot beste Wittenhorst-speler aller tijden. Zes jaar later, in 2009, overleed hij op 80-jarige leeftijd.

### Profstatistieken
| Seizoen        | Club           | Competitie       | Competitie | Competitie | Beker | Beker | Intertoto | Intertoto | Totaal | Totaal |
| Seizoen        | Club           | Competitie       | Wed.       | Dlp.       | Wed.  | Dlp.  | Wed.      | Dlp.      | Wed.   | Dlp.   |
| -------------- | -------------- | ---------------- | ---------- | ---------- | ----- | ----- | --------- | --------- | ------ | ------ |
| 1954/55        | VVV            | Eerste klasse D  | 16         | 1          | —     | —     | —         | —         | 16     | 1      |
| 1955/56        | VVV            | Hoofdklasse A    | 32         | 11         | —     | —     | —         | —         | 32     | 11     |
| 1956/57        | Vitesse        | Eerste divisie B | 29         | 16         | 2     | 1     | —         | —         | 31     | 17     |
| 1957/58        | Vitesse        | Eerste divisie A | 23         | 12         | 2     | 0     | —         | —         | 25     | 12     |
| 1958/59        | VVV            | Eredivisie       | 22         | 4          | 7     | 9     | —         | —         | 29     | 13     |
| 1959/60        | VVV            | Eredivisie       | 30         | 9          | —     | —     | —         | —         | 30     | 9      |
| 1960/61        | VVV            | Eredivisie       | 34         | 11         | 6     | 3     | —         | —         | 40     | 14     |
| 1961/62        | VVV            | Eredivisie       | 26         | 3          | 0     | 0     | 6         | 1         | 32     | 4      |
| 1962/63        | VVV            | Eerste divisie   | 25         | 1          | 2     | 0     | —         | —         | 27     | 1      |
| Carrièretotaal | Carrièretotaal | Carrièretotaal   | 237        | 68         | 19    | 13    | 6         | 1         | 262    | 82     |